# Ireneusz Raś
Ireneusz Jacek Raś (ur. 30 września 1972 w Proszowicach) – polski polityk, z wykształcenia historyk, samorządowiec, poseł na Sejm V, VI, VII, VIII, IX i X kadencji (od 2005), sekretarz stanu w Ministerstwie Sportu i Turystyki (od 2023).

## Życiorys
W 1998 ukończył studia na Wydziale Historii Papieskiej Akademii Teologicznej w Krakowie. Należał do Porozumienia Centrum, a następnie do Prawa i Sprawiedliwości. W latach 1999–2002 pełnił funkcję dyrektora kancelarii prezydenta Krakowa w okresie prezydentury Andrzeja Gołasia. W latach 2002–2005 był radnym Krakowa, wybranym z listy PiS. Pełnił też funkcję przewodniczącego krakowskiej Dzielnicy XVI Bieńczyce. Był kanclerzem krakowskiej rady katolickiej organizacji Rycerze Kolumba. Został usunięty z niej w 2011 przez sekretarza rady krajowej stowarzyszenia Arkadiusza Urbana. Decyzję tę za nieważną uznał delegat terytorialny Rycerzy Kolumba w Polsce; Ireneusz Raś zawiesił jednak działalność w organizacji z uwagi na pełnienie funkcji publicznej.
W 2005 z listy Platformy Obywatelskiej w okręgu krakowskim został wybrany na posła V kadencji. W wyborach parlamentarnych w 2007 po raz drugi uzyskał mandat poselski, otrzymując 15 808 głosów. W wyborach w 2011 z powodzeniem ubiegał się o reelekcję, otrzymując 24 543 głosy. W latach 2010–2013 przewodniczył regionowi małopolskiemu PO, wchodząc w skład zarządu krajowego partii.
W wyborach w 2015 został ponownie wybrany do Sejmu, otrzymując 26 199 głosów. Od 26 lutego 2016 do 16 grudnia 2017 ponownie był członkiem zarządu krajowego PO. W Sejmie VIII kadencji został przewodniczącym Komisji Kultury Fizycznej, Sportu i Turystyki oraz członkiem Komisji Łączności z Polakami za Granicą, pracował też w Komisji Ochrony Środowiska, Zasobów Naturalnych i Leśnictwa (2015–2018).
W wyborach w 2019 z powodzeniem ubiegał się o poselską reelekcję z ramienia Koalicji Obywatelskiej, otrzymując 18 203 głosy. W maju 2021 decyzją zarządu Platformy Obywatelskiej został wraz z Pawłem Zalewskim usunięty z partii (według mediów powodem miało być m.in. „podważanie decyzji władz oraz nieuczciwość wobec koleżanek i kolegów”). Kilka dni później znalazł się także poza klubem parlamentarnym KO, zostając posłem niezrzeszonym. W czerwcu 2021 dołączył do klubu parlamentarnego Koalicja Polska. W tym samym miesiącu założył stowarzyszenie „Tak, Polska!”.
W 2022 został jednym z założycieli partii Centrum dla Polski wchodzącej w skład Koalicji Polskiej. W marcu 2023 został prezesem tego ugrupowania. W wyborach w tym samym roku został wybrany do Sejmu X kadencji z ramienia koalicji Trzecia Droga (z wynikiem 27 518 głosów). W grudniu tego samego roku powołany na stanowisko sekretarza stanu w Ministerstwie Sportu i Turystyki. W 2024 z listy Trzeciej Drogi bez powodzenia startował w wyborach do Parlamentu Europejskiego z okręgu nr 10 (otrzymał 10 494 głosy).

## Odznaczenia i wyróżnienia
W 2003, za zasługi w działalności na rzecz Stowarzyszenia Przeciwdziałania Alkoholizmowi i Innym Uzależnieniom, odznaczony Brązowym Krzyżem Zasługi. W 2015 otrzymał Złoty Medal Aeroklubu Polskiego.

## Życie prywatne
Zawarł związek małżeński z Martą; ma trzy córki. Młodszy brat Dariusza Rasia, duchownego katolickiego.